# Heterormista psammochroa
Heterormista psammochroa är en fjärilsart som beskrevs av Oswald Beltram Lower 1903. Heterormista psammochroa ingår i släktet Heterormista och familjen nattflyn. Inga underarter finns listade i Catalogue of Life.